# سعیده جعفری
سعیده جعفری (زاده ‎۲۴ بهمن ۱۳۷۲ - شهرستان فسا، استان فارس) عضو تیم ملی کبدی بانوان ایران است.

## افتخارات
قهرمان بازی‌های آسیایی جاکارتا ۲۰۱۸

### بازی‌های آسیایی
او به همراه تیم ملی کبدی زنان ایران، در بازی‌های آسیایی ۲۰۱۴ در اینچئون، کره جنوبی شرکت نمودند و پس از پیروزی در مسابقات مرحله مقدماتی، در مرحله نیم نهایی تیم ملی کبدی بانوان بنگلادش را شکست دادند و به رقابت پایانی راه یافتند. اما در دیدار نهایی با شکست برابر هند، در جایگاه دوم بازی‌ها ایستادند و نشان نقره به گردن آویختند.در مسابقات آسیایی جاکارتا ۲۰۱۸ سرانجام تیم ملی بانوان ایران توانست هندوستان را شکست داده و به عنوان قهرمانی دست پیدا کند و خانم جعفری بازی‌های درخشانی از خود به نمایش گذاشت.